# Blinden- und Sehbehindertenverein Westfalen
Der Blinden- und Sehbehindertenverein Westfalen e. V. (BSVW) ist ein eingetragener gemeinnütziger Verein; er wurde 1921 als Westfälischer Blindenverein (WBV) gegründet. Er hat seinen Sitz in Dortmund. Der BSVW ist mit mehr als 1.880 Mitgliedern (Stand: 1. Januar 2018) und ca. 10 hauptberuflich Beschäftigten in der Geschäftsstelle in Dortmund und 90 Mitarbeitenden im Seniorenzentrum Blickpunkt Meschede (Stand: 1. November 2018) der Selbsthilfeverband für blinde, sehbehinderte und für von Blindheit oder Sehbehinderung bedrohte Menschen in Westfalen. Er ist einer von 20 Landesverbänden des Deutschen Blinden- und Sehbehindertenverbandes (DBSV). Vorstand und Geschäftsführung des BSVW legen in der Landesgeschäftsstelle in Dortmund das Arbeitsprogramm fest. Darüber hinaus sind im Bereich Westfalen in 34 Regionalvereinen 165 Menschen ehrenamtlich in den örtlichen Vorständen aktiv tätig. (Stand: 2017) Sie leisten vor Ort einen Beitrag für die Beratung von blinden Menschen.

## Aufgaben
Der BSVW berät Patienten mit Augenerkrankungen. Darüber setzt er sich für die Erhaltung und Verbesserung der sozialen Stellung blinder und sehbehinderter Menschen in der Gesellschaft ein.
Diese Aufgaben erfüllt der BSVW insbesondere durch:
- Beratung bei Fragen, die sich aus Blindheit und Sehbehinderung ergeben
- Förderung der Bildung, der sozialen und beruflichen Rehabilitation
- Beteiligung und Unterhaltung von barrierefreiem Wohnraum und am Seniorenwohnheim Seniorenzentrum Blickpunkt Meschede sowie an einer Werkstatt für Menschen mit besonderen Förderbedarfen (Blindenwerk Westfalen)
- Beratung bei der Beschaffung geeigneter Hilfsmittel
- Pflege geselliger, kultureller und sportlicher Aktivitäten
- Öffentlichkeitsarbeit
- Vernetzung mit anderen Organisationen der Selbsthilfe und Experten wie Augenärzte, Augenkliniken, Augenoptiker etc.
- Politische Arbeit im Bereich der Behinderten- und Sozialpolitik
- Qualifizierung ehrenamtlicher Berater nach dem bundesweit einheitlichem Qualitätsstandard

Um den besonderen Wünschen und Bedürfnissen der verschiedenen Berufs- und Interessensgruppen besser gerecht werden zu können, stehen den Mitgliedern Fachgruppen zur Verfügung.

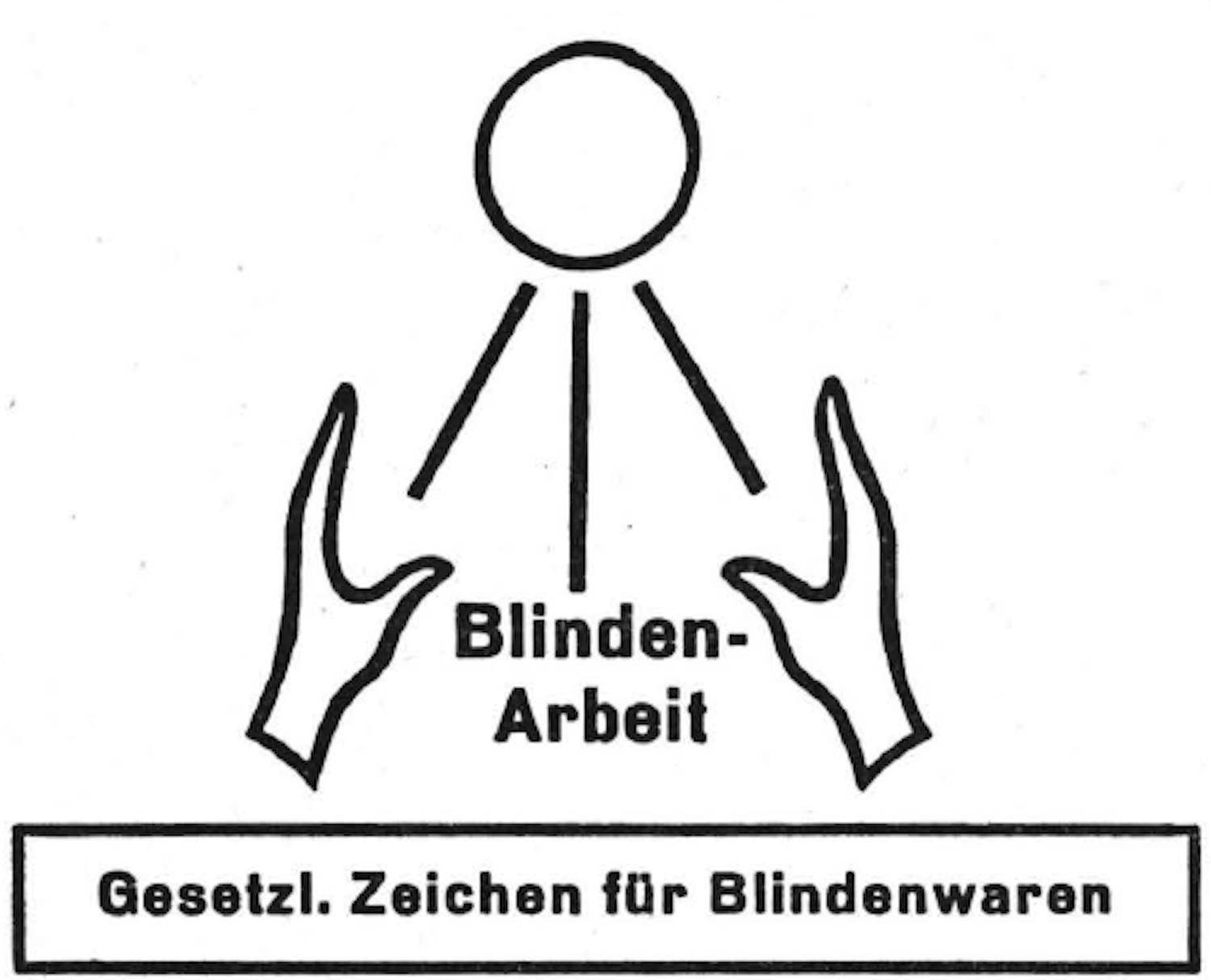
Gesetzliches Zeichen BlindenwarenSondernummer der Nachrichten für die Blinden in Westfalen, September 1956

Der Blinden- und Sehbehindertenverein Westfalen wird durch 31 der 34 Bezirksgruppen des BSVW gebildet, die keine eigenständigen eingetragenen Vereine sind. Aber der Satzung nach haben die Bezirksgruppen eine hohe praktische Selbständigkeit in den Grenzen ihres Verbreitungsgebietes. Die ausschließlich von Ehrenamtlichen durchgeführte Arbeit in den Bezirksgruppen stellt somit die Basisarbeit des Vereins dar. In den Vorständen wirken auch sehende Frauen und Männer mit. Eigene Erfahrungen weiterzugeben und eigene Fertigkeiten weiter zu vermitteln, charakterisiert seit der Gründung des Vereins bis in die Gegenwart das Selbstverständnis dieser Institution.
Als zentrale Verwaltungs- und Informationsstelle dieses Vereins fungiert die Landesgeschäftsstelle des BSVW in Dortmund. Hier haben die Geschäftsführung und die Buchhaltung des Vereins ihren Sitz. Von hier aus wird die Internetseite betreut und die Hörzeitung HÖRMAL gestaltet. Im Konferenzraum der Landesgeschäftsstelle finden zudem Vorstandssitzungen und interne und externe Schulungen statt. Auch die Mitarbeitenden der landesweiten Projekte des Vereins haben ihre Büros in der Geschäftsstelle. Die hauptberuflichen Angestellten verwalten die Einrichtungen des Vereins, beraten die Bezirksgruppen und einzelne Hilfesuchende in sozialen, rechtlichen Fragen, aber auch zu barrierefreiem Bauen, die im Kontext von Blindheit und Sehbehinderung entstehen.
Ein landesweites und ebenfalls ein bundesweites Angebot werden im Folgenden noch Erwähnung finden: „Wir sehen weiter“ (WSW) steht für ein vom Ministerium für Arbeit, Gesundheit und Soziales des Landes NRW gefördertes Ausbildungsprojekt für Peer-Beratende. Dieses fungiert als landesweites Beratungssystem. Es gilt als Vorläufer des bundesweiten Projektes „Blickpunkt Auge“, das wiederum vom Bundesverbandes DBSV (Deutscher Blinden- und Sehbehindertenverband) etabliert wurde. Auch hinter dieser Fördermaßnahme steht ein Peer-Beratungskonzept.
Seit 2018 ist der Verein Träger einer Ergänzenden Unabhängigen Teilhabeberatungsstelle (EUTB). Ebenso wird die Durchführung von Bildungsveranstaltungen und Rehabilitationsmaßnahmen sichergestellt. Weiterhin stellt der Kontakt und die Mitarbeit in regionalen und auch überregionalen Organisationen des Behindertenwesens eine wichtige Aufgabe der Geschäftsführung dar.

## Geschichte
In Westfalen gründeten die blinden Menschen Dortmunds 1891 den ersten eigenen Verein. 1912 schlossen sich diese blinden Menschen in Bielefeld, 1913 in Paderborn, 1919 in Münster und Lüdenscheid, 1920 in Gelsenkirchen und 1920 sowie 1921 in Bochum zu eigenen Vereinen zusammen. Nachdem sich 1912 alle deutschen Blindenvereine im Reichsdeutschen Blindenverband zusammengeschlossen hatten, wurde in Westfalen der Plan gefasst, einen Zusammenschluss aller Menschen mit Erblindung in Westfalen herbeizuführen. Am 9. April 1921 kam es im Orgelsaal der Provinzialblindenanstalt in Soest zur Gründung des Westfälischen Blindenvereins (WBV). Vertreten waren acht Vereine: Dortmund, Bielefeld, Münster, Lüdenscheid, Paderborn, Bochum, Gelsenkirchen, Soest.
Entgegen der zeitlichen Strömung anderer Blindenvereine wurde in Dortmund eine Selbsthilfeorganisation, der Westfälische Blindenverein gegründet. Dieses Anliegen, der Schaffung einer Organisation, die von blinden Menschen für blinde Menschen organisiert war, bedeutete in den 20er Jahren des 19. Jahrhunderts einen großen Schritt. Während in anderen preußischen Provinzen „Blindenführsorgevereine“, entstanden, die das Ziel verfolgten, die Betreuung und Unterstützung für blinde Frauen und Männer durch Sehende zu verbessern, stand in Westfalen die „Hilfe zur Selbsthilfe“ auf dem Programm. Diese Entscheidung wurde zu einem Erfolgsmodell bis in die Gegenwart. Beraten und unterstützt wurden die Vorstandsmitglieder durch den (heutigen) Landschaftsverband Westfalen-Lippe (LWL).
Nachdem die blinden Menschen bis dahin Betreute der Bildungsanstalten gewesen waren, konnten die blinden Frauen und Männer in Westfalen ihr Schicksal selbst in die Hand nehmen und nach Mitteln und Wegen suchen, die nachteiligen Folgen der Blindheit in wirtschaftlicher, sozialer und kultureller Hinsicht zu beseitigen oder zu mildern. Hauptaufgabe in dieser Anfangszeit war die Öffentlichkeitsarbeit unter den blinden Menschen selbst, die nach und nach aus ihrer Isolation heraustraten und sich dem Verein anschlossen. Sie wollten aktiv an ihrem Lebensunterhalt mitwirken und nicht mehr finanziell von Sozialleistungen abhängen. Für die klassischen Blindenwerkstätten, die zunächst in Trägerschaft der örtlichen Vereine geführt wurden, wurde 1929 die Verkaufsabteilung des Westfälischen Blindenvereins (WBV) gegründet. 1934 entstand hieraus zur Straffung der An- und Verkaufsorganisation der Blindenarbeitsfürsorgeverein, der 1938 in “Westfälische Blindenarbeit (WBA)” umbenannt wurde. Dieser Verein stand als „Hilfsorganisation des Landesfürsorgeverbands“ unter der Leitung des jeweiligen Landeshauptmanns (später: Direktor des Landschaftsverbands Westfalen-Lippe). Hier waren zunächst alle Berufstätigen zusammengefasst.

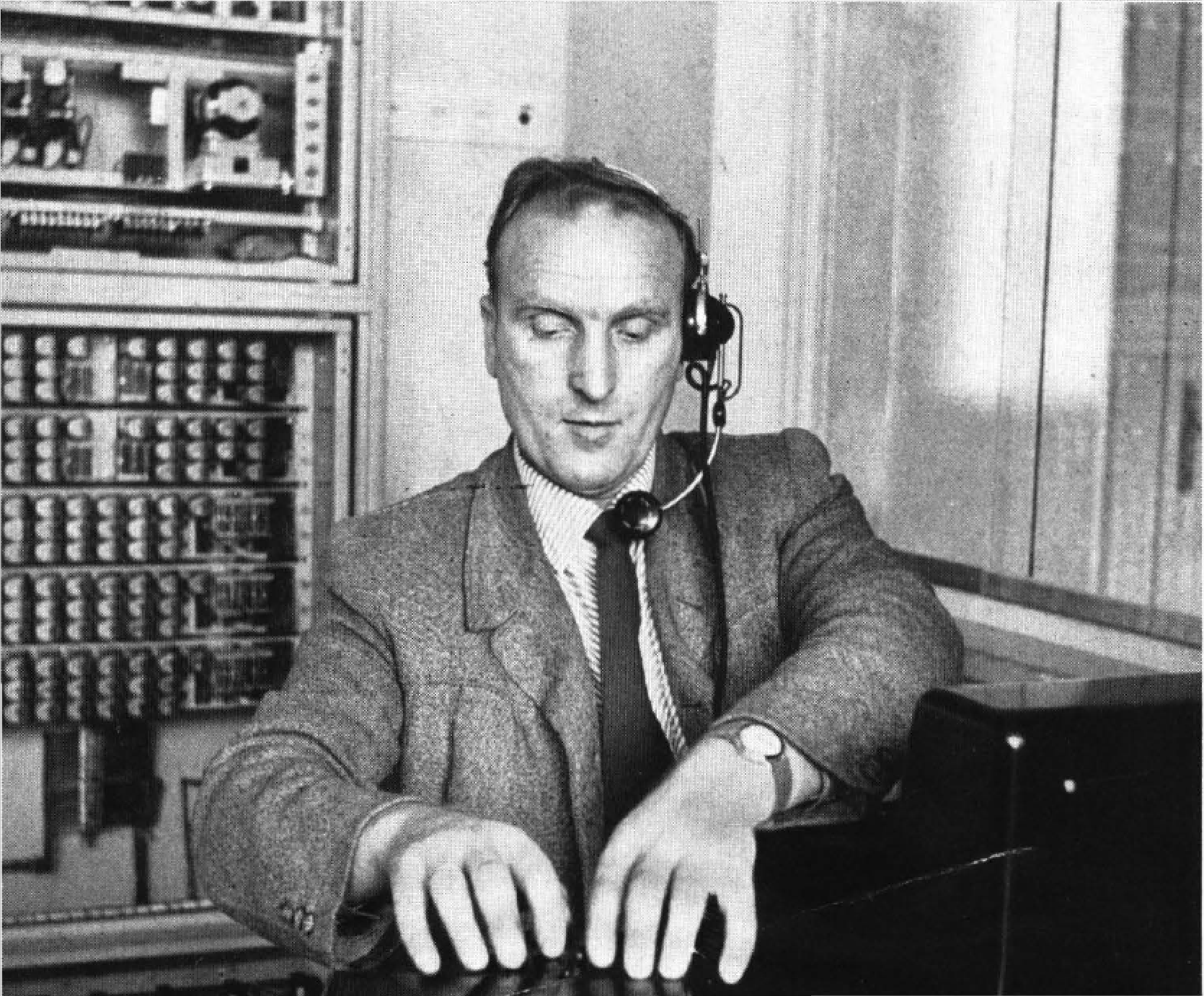
Arbeitsplatz Telefonzentrale Sondernummer der Nachrichten für die Blinden in Westfalen, September 1956

1942 gründeten die Schreibkräfte und Telefonisten sowie die Masseure eigene Fachgruppen, die bis 1969 der WBA zugeordnet blieben. Danach wechselten sie als Fachgruppe für Büroberufe bzw. für medizinisch-therapeutische Berufe in die Regie des WBV, während die Handwerksbetriebe als Abteilungen unter dem Dach der WBA blieben. Das Aufgabenspektrum wurde ständig erweitert: Für die Belange derjenigen Menschen, die im Alter erblinden oder für die aus anderen Gründen nach der Erblindung keine Umschulungsmaßnahme möglich war, wurden im Jahre 1984 von den drei Blindenselbsthilfeorganisationen in NRW eigene Reha-Lehrgänge implementiert. Diese Maßnahmen verfolgten das Ziel, durch Grund- und Aufbaukurse die soziale Wiedereingliederung nach der Erblindung, auch ohne eine berufliche Umschulung, zu erwirken. Das Wiedererlernen von alltäglichen Fertigkeiten stand im Vordergrund der Weiterbildungen. Der Verein „Westfälische Blindenarbeit e. V.“ wurde nach Aufgabe der meisten Blindenwerkstätten und Gründung des Blindenwerk Westfalen gGmbH 1993 aufgelöst.
Eine vereinseigene Blindenführhundschule

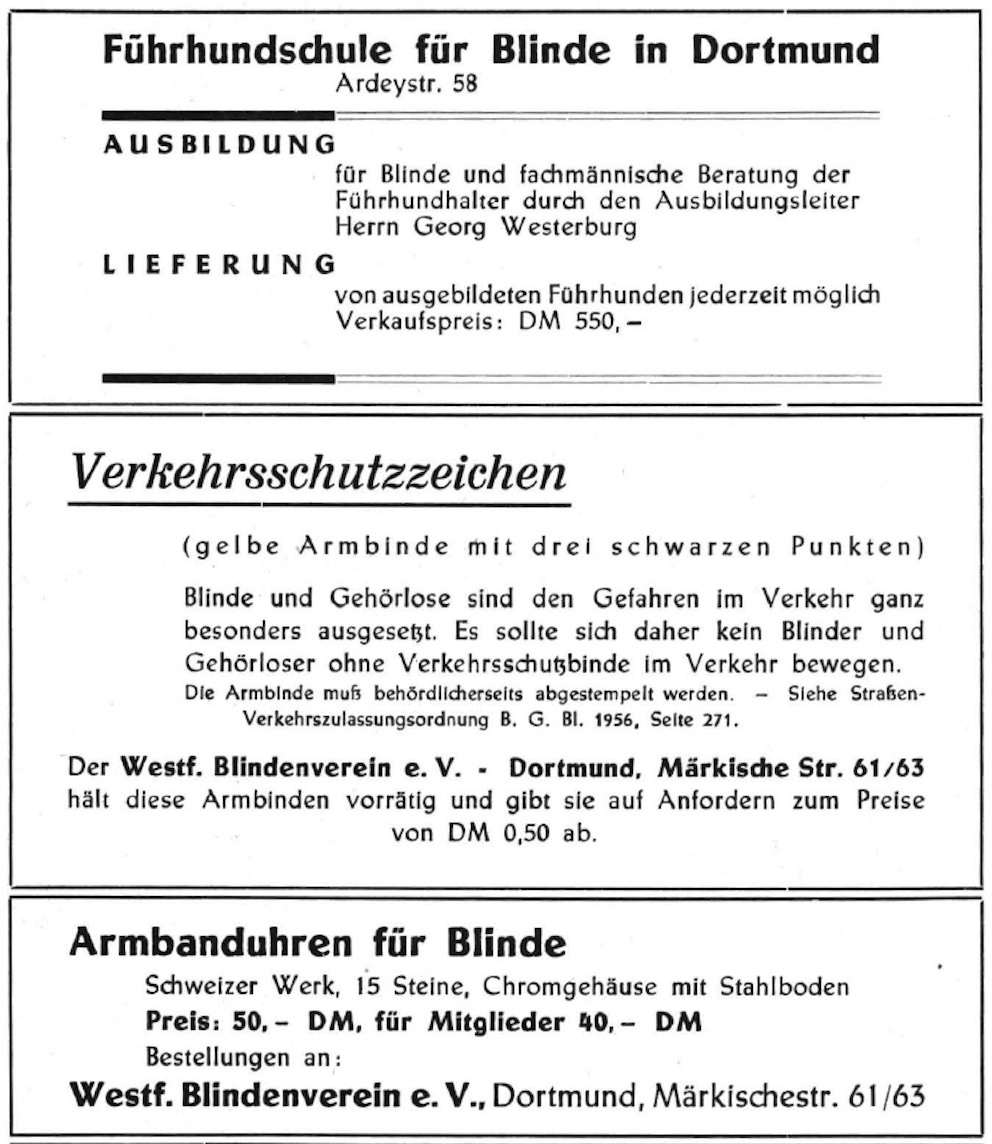
Anzeigen „Blindenführhund“, „Verkehrsschutzzeichen“, „Armbanduhren“ Sondernummer der Nachrichten für die Blinden in Westfalen, September 1956

wurde 1935 in Dortmund gegründet. Als in den 70er Jahren die Nachfrage nach Führhunden immer geringer wurde, wurde die Schule eingestellt. Private Führhundschulen übernehmen bis in die Gegenwart diese Mobilitätshilfe für Blinde.
Die Geschäftsstelle des Westfälischen Blindenvereins und des Vereins Westfälische Blindenarbeit in der Kreuzstr. 4 in Dortmund wurde am 20. Februar 1945 ausgebombt. Das 1939 als Werkstatt und Lager gebaute Gebäude in der Hamburger Straße 48 wurde am 6. Oktober 1944 zerstört. Die Geschäftsstelle wurde bis 1955 in Witten Bommern, Auf Steinhausen, untergebracht. 1956 wurde in Valbert das neue Haus mit Werkstatt, Lager und Wohnungen für blinde Menschen sowie Büros für die Vereine in der Märkischen Straße 61–63 bezogen. Der barrierefreie Umbau des gesamten Gebäudes fand 2007/2008 statt und die ehemalige Werkstatt ist nun ein Ort für barrierefreie Tagungen und Fortbildungen. Die Wohnungen werden an Menschen mit jeder Art von Behinderung vermietet.

## Seniorenzentrum Blickpunkt Meschede

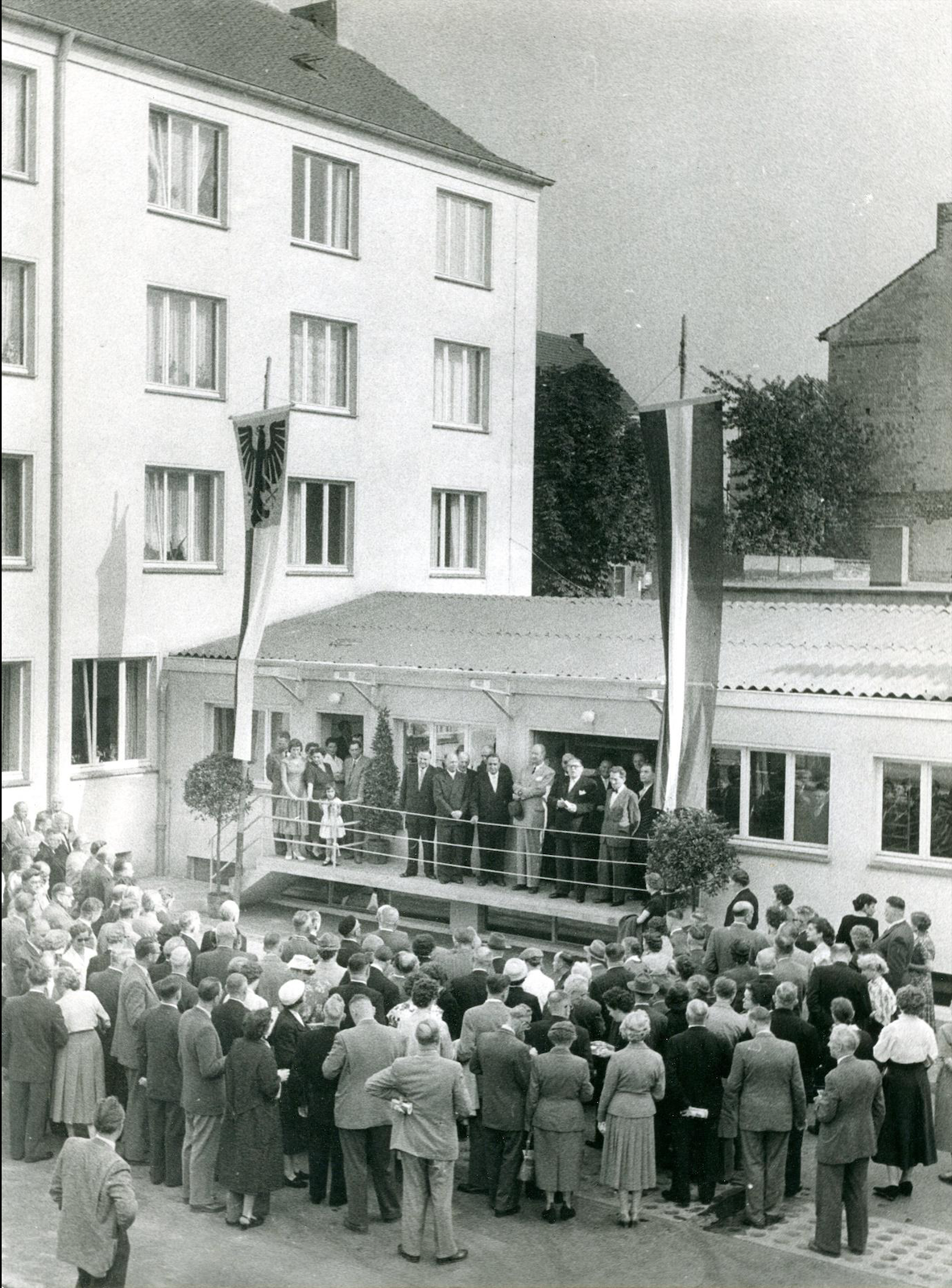
Einweihung Geschäftsstelle Dortmund, 1956 Sondernummer der Nachrichten für die Blinden in Westfalen, September 1956

Um blinde und sehbehinderte Menschen im Alter versorgen zu können, wurde im Jahr 1927 in Meschede ein Alters- und Erholungsheim gebaut, das nach der Auflösung der Angebote im Sozialwerk Stukenbrock 1952 um den Pflegebereich erweitert wurde. Das Haus wurde in den 1980er Jahren modernisiert und von 2011 bis 2016 im laufenden Betrieb neu gebaut. Heute ist das „Seniorenzentrum Blickpunkt Meschede“ eine moderne Pflegeeinrichtung mit 80 Plätzen in Einzelzimmern und zusätzlich acht barrierefreien Servicewohnungen.
Das Haus in Meschede wandelte sich vom Erholungsheim in ein Altenheim, weswegen nach einer neuen Lösung für einen Erholungsort gesucht wurde. Das im Jahr 1965 eröffnete Tagungs- und Erholungsheim in Meinerzhagen-Valbert wurde in den folgenden Jahrzehnten als „Haus Valbert“ zu einer Tagungs- und Begegnungsstätte ausgebaut. Bildung und Erholung waren viele Jahre maßgebliche Schwerpunkte dieser Einrichtung. Im Jahr 2000 wurde das Haus wegen Unrentabilität geschlossen. Die Einrichtung ging im Jahr 2004/2005 in die ausgegründete „Blindenwerk Westfalen gGmbH“ über und ist seit 2006 eine Werkstatt für Menschen mit Behinderung mit angegliedertem Wohnheim.

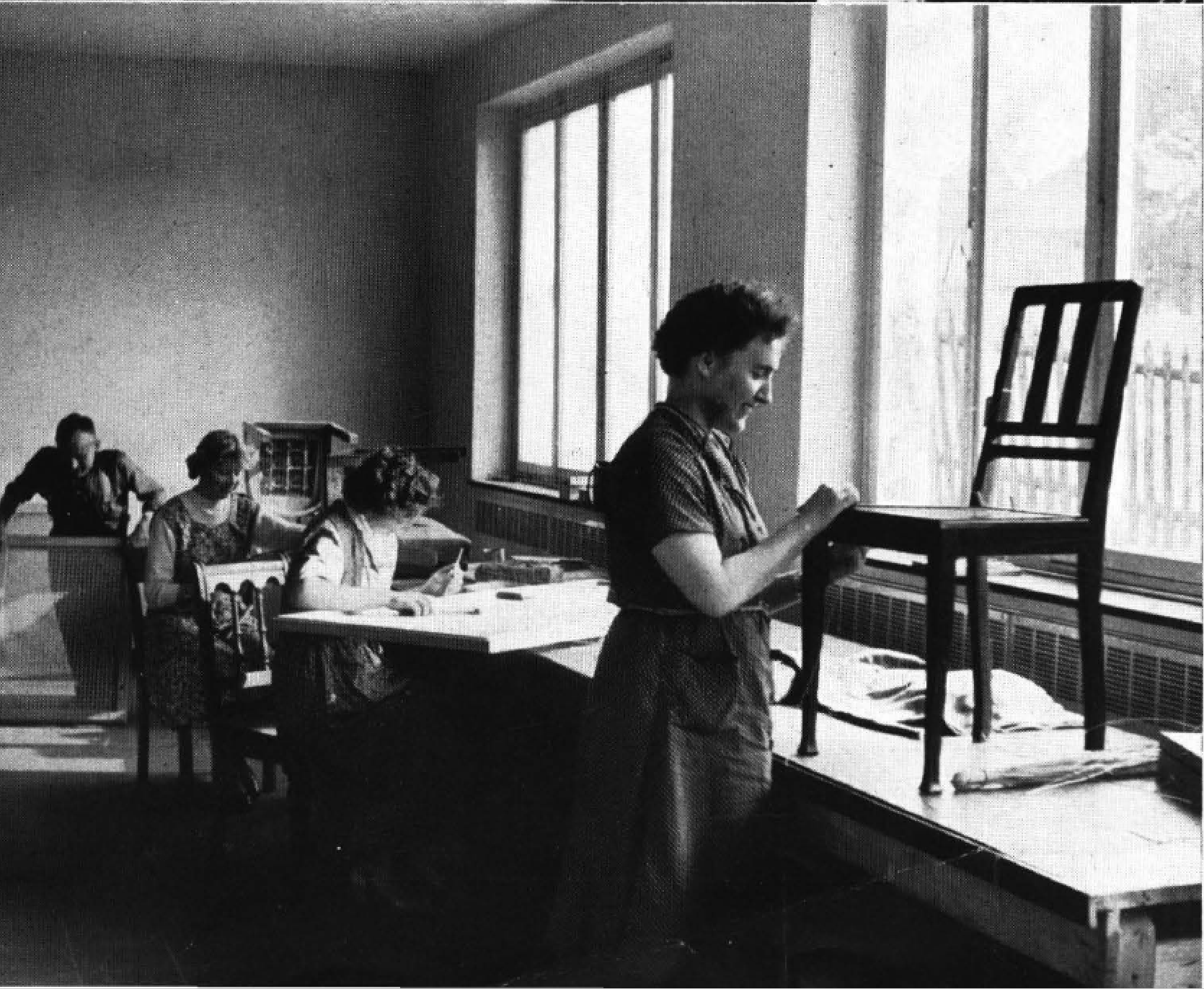
Arbeitsplatz Flechtarbeiten Sondernummer der Nachrichten für die Blinden in Westfalen, September 1956

Den Handwerkerinnen und Handwerkern der Blindenwerkstätten war es bis in die 1950er Jahre nicht möglich, selbstbestimmt zu wohnen; sie waren – auch als Familien – in Wohnheimen untergebracht. Deshalb errichteten WBA und WBV ab Mitte der 1950er Jahre Mietwohnungen im Rahmen des öffentlich geförderten sozialen Wohnungsbaus. Die Wohnhäuser entstanden vorrangig in unmittelbarer Nähe der Werkstätten, die oft gleichzeitig neu gebaut wurden. Aus diesem Vermögen schöpfte der BSVW die Mittel für die Errichtung bzw. den Ausbau der Blindenwerk Westfalen gGmbH an den Standorten Hagen und Valbert. Inzwischen dienen diese Wohnungen u. a. der finanziellen Absicherung des Vereins. (Quelle: Wirkungsbericht 2017)
Weiterhin engagierte sich der Westfälische Blindenverein e. V. in Zusammenarbeit mit dem Blindenverband Nordrhein e. V., und dem Lippische Blindenverein e. V. an der Gründung des Blindenzentrums Bad Meinberg-Lippe gGmbH. Im Jahr 1964 fand die Einweihung des Blindenkurheimes Bad Meinberg statt. Im Jahr 2000 verließ der BSVW und anschließend 2001 der Blindenverband Nordrhein (BSVN) die Gesellschaft. Der Lippische Blindenverein e. V. (LBSV), der schon vorher Mehrheitsgesellschafter geworden war, führte die Gesellschaft alleine bis zu deren Insolvenz 2014. Dank einer privaten Initiative konnte der Hotelbetrieb noch bis 2016 fortgeführt werden. Seitdem sind die Blindenvereine nicht mehr Träger der Einrichtung. Das Aura Bad Meinberg schloss zum 28. Februar 2017 nach einer Insolvenz. Das Haus in Bad Meinberg wurde von einem privaten Investor aufgekauft.

## Mitgliedschaft in Gremien und Verbänden
- Behinderten- und Rehabilitationssportverband Nordrhein-Westfalen (Beirat)
- Blindenstiftung für Westfalen (Beirat)
- Blindenwerk Westfalen (Gesellschafter)
- Deutscher Blinden- und Sehbehindertenverband (Verbandstag und Verwaltungsrat)
- Deutscher Verein für öffentliche und private Fürsorge (Mitgliedschaft)
- Der Paritätische Landesverband NRW (Beirat)
- Ministerium für Arbeit, Gesundheit und Soziales NRW (Inklusionsbeirat und Fachbeiräte)
- Landesarbeitsgemeinschaft Selbsthilfe NRW (Vorstand)
- LWL-Berufsbildungswerk Soest (Beirat)
- Westdeutsche Blindenhörbücherei (Mitgliederversammlung)
- Westfälischer Blindenwassersportverein Münster

## Partnerschaften, Kooperationen und Netzwerke
- Der BSVW kooperiert über die gemeinsamen Fachgruppen und die Blickpunkt-Auge-Beratungsstellen eng mit dem Blinden- und Sehbehindertenverband Nordrhein und dem Lippischen Blinden- und Sehbehindertenverein. Die Mitglieder von Pro Retina Deutschland und dem Bund zur Förderung Sehbehinderter ist es ebenfalls möglich, durch Kooperationsvereinbarungen aktiv an den Fachgruppen teilzunehmen.
- Mit weiteren Selbsthilfevereinigungen von Menschen mit Sehbehinderungen oder Augenerkrankungen wird ein Netzwerk gepflegt, das sich regelmäßig austauscht, die Arbeitsgemeinschaft der Blinden- und Sehbehindertenvereine in NRW. Zu diesem Netzwerk gehören zusätzlich zu den drei BSVen folgende Organisationen:
- AMD-Netz (Leben mit Makula-Degeneration)
- Bund zur Förderung Sehbehinderter Landesverband Nordrhein-Westfalen (BFS-NRW)
- Bundesverband Glaukom-Selbsthilfe
- Deutscher Verein der Blinden und Sehbehinderten in Studium und Beruf e. V. (DVBS): Bezirksgruppe NRW
- PRO RETINA Deutschland e. V. – Regionalgruppen in NRW
- Über die Gesundheitsselbsthilfe NRW (Wittener Kreis) ist der BSVW mit den anderen Selbsthilfe-Landesvereinigungen verbunden.
- In den Regionen sind die Bezirksgruppen in vielfältigen Zusammenhängen in den Bereichen der Behindertenpolitik und Selbsthilfe vernetzt. (Quelle: Wirkungsbericht 2017), https://www.bsvw.org/transparenz/ (Zugriff: 5. Dezember 2018)

### Verbundene Organisationen
- Der BSVW ist Mehrheitsanteilseigner der Blindenwerk Westfalen (BWW)

## Finanzen und Vermögensverhältnisse
Der BSVW finanziert sich aus Mitgliedsbeiträgen, Zuschüssen, Projekten, Erbschaften, Spenden sowie in Geschäftsbetrieben erwirtschaftete Einnahmen. Am Verein selbst hat niemand Vermögensanteile.

### Initiative Transparente Zivilgesellschaft
Der Verein BSVW ist Unterstützer der Initiative Transparente Zivilgesellschaft.
Der BSVW hat sich der Initiative „Transparenz-Erklärung“ angeschlossen. Dies beinhaltet die Einhaltung von zehn Punkten, der sich alle Mitglieder verpflichtet fühlen. Zahlreiche Akteure aus der Zivilgesellschaft und der Wissenschaft definierten Grundregeln, die jede zivilgesellschaftliche Organisation der Öffentlichkeit zugänglich machen sollte.
Unterzeichner der Initiative verpflichten sich, definierte Informationen auf ihrer Website leicht zugänglich zu veröffentlichen, und unterzeichnen die Selbstverpflichtungserklärung.